# Championnat de France de rugby à XIII 1971-1972
Navigation
Édition précédente Édition suivante
Le Championnat de France de rugby à XIII 1971-1972 oppose pour la saison 1971-1972 les meilleures équipes françaises de rugby à XIII au nombre de quinze.

## Liste des équipes en compétition
| Albi Avignon Bordeaux-Facture Carcassonne Cavaillon Lézignan Limoux Marseille Montpellier XIII Catalan Saint-Estève Saint-Gaudens Toulouse Villefranche Villeneuve |

Quinze équipes participent au championnat de France de première division à la suite du retour en élite de Bordeaux-Facture.

## Déroulement de la compétition

### Classement de la première phase
| Classement | Club               | Points | Matchs |
| 1er        | Carcassonne        | 73     | 28     |
| 2e         | Saint-Estève       | 71     | 28     |
| 3e         | Lézignan           | 68     | 28     |
| 4e         | Villeneuve-sur-Lot | 64     | 28     |
| 5e         | Toulouse           | 64     | 28     |
| 6e         | Saint-Gaudens      | 63     | 28     |
| 7e         | Cavaillon          | 63     | 28     |
| 8e         | Limoux             | 62     | 28     |
| 9e         | XIII Catalan       | 59     | 28     |
| 10e        | Villefranche       | 48     | 28     |
| 11e        | Marseille          | 46     | 28     |
| 12e        | Albi               | 45     | 28     |
| 13e        | Bordeaux           | 37     | 28     |
| 14e        | Montpellier        | 36     | 28     |
| 15e        | Avignon            | 35     | 28     |

|  | Qualifié pour les demi-finales     |
|  | Qualifié pour les quarts de finale |

## Phase finale
|  | Quart-de-finales            | Quart-de-finales             |                        |    | Demi-finales                  | Demi-finales                  |  |  | Finale                    | Finale                    |
|  | Quart-de-finales            | Quart-de-finales             |                        |    | Demi-finales                  | Demi-finales                  |  |  | Finale                    | Finale                    |
|  |                             |                              |                        |    |                               |                               |  |  |                           |                           |
|  |                             |                              |                        |    | le 14 mai 1972 à Saint-Estève | le 14 mai 1972 à Saint-Estève |  |  | Le 28 mai 1972 à Toulouse | Le 28 mai 1972 à Toulouse |
|  |                             |                              |                        |    | le 14 mai 1972 à Saint-Estève | le 14 mai 1972 à Saint-Estève |  |  | Le 28 mai 1972 à Toulouse | Le 28 mai 1972 à Toulouse |
|  | Carcassonne qualifié        |                              |                        |    | le 14 mai 1972 à Saint-Estève | le 14 mai 1972 à Saint-Estève |  |  | Le 28 mai 1972 à Toulouse | Le 28 mai 1972 à Toulouse |
|  |                             |                              |                        |    | le 14 mai 1972 à Saint-Estève | le 14 mai 1972 à Saint-Estève |  |  | Le 28 mai 1972 à Toulouse | Le 28 mai 1972 à Toulouse |
|  | d'office en demi-finale     |                              |                        |    | le 14 mai 1972 à Saint-Estève | le 14 mai 1972 à Saint-Estève |  |  | Le 28 mai 1972 à Toulouse | Le 28 mai 1972 à Toulouse |
|  | Carcassonne                 | 8                            |                        |    |                               |                               |  |  | Le 28 mai 1972 à Toulouse | Le 28 mai 1972 à Toulouse |
|  | Carcassonne                 | 8                            | le 7 mai 1972 à Cahors |    |                               |                               |  |  | Le 28 mai 1972 à Toulouse | Le 28 mai 1972 à Toulouse |
|  |                             | Toulouse                     | 4                      |    |                               |                               |  |  | Le 28 mai 1972 à Toulouse | Le 28 mai 1972 à Toulouse |
|  | Toulouse                    | Toulouse                     | 4                      | 16 |                               |                               |  |  | Le 28 mai 1972 à Toulouse | Le 28 mai 1972 à Toulouse |
|  | Toulouse                    |                              |                        | 16 |                               |                               |  |  | Le 28 mai 1972 à Toulouse | Le 28 mai 1972 à Toulouse |
|  | Villeneuve-sur-Lot          | 5                            |                        |    |                               |                               |  |  | Le 28 mai 1972 à Toulouse | Le 28 mai 1972 à Toulouse |
|  | Villeneuve-sur-Lot          | 5                            | Carcassonne            | 21 |                               |                               |  |  |                           |                           |
|  | le 7 mai 1972 à Albi        |                              | Carcassonne            | 21 |                               |                               |  |  |                           |                           |
|  |                             | Saint-Gaudens                | 9                      |    |                               |                               |  |  |                           |                           |
|  | Saint-Gaudens               | Saint-Gaudens                | 9                      | 19 |                               |                               |  |  |                           |                           |
|  | Saint-Gaudens               | le 14 mai 1972 à Carcassonne |                        | 19 |                               |                               |  |  |                           |                           |
|  | Lézignan                    | 9                            |                        |    |                               |                               |  |  |                           |                           |
|  | Lézignan                    | 9                            | Saint-Gaudens          | 10 |                               |                               |  |  |                           |                           |
|  | le 7 mai 1972 à Montpellier |                              | Saint-Gaudens          | 10 |                               |                               |  |  |                           |                           |
|  |                             | Saint-Estève                 | 2                      |    |                               |                               |  |  |                           |                           |
|  | Saint-Estève                | Saint-Estève                 | 2                      | 14 |                               |                               |  |  |                           |                           |
|  | Saint-Estève                |                              |                        | 14 |                               |                               |  |  |                           |                           |
|  | Cavaillon                   | 9                            |                        |    |                               |                               |  |  |                           |                           |
|  | Cavaillon                   | 9                            |                        |    |                               |                               |  |  |                           |                           |

### Finale
(mt : 6 - 6)
Homme du match : Bernard Guilhem
Points marqués :
- Carcassonne: 4 essais d'E. Bonal (19e et 47e), B. Guilhem (70e) et Gleyzes (78e) ; 3 transformations de J.-M. Bonal ; 1 pénalité de J.-M. Bonal (8e), 1 drop de Cavaillès (36e).
- Saint-Gaudens: 2 essais de Marsolan (39e et 44e), 1 pénalité de Marsolan (24e) ; 1 drop de P. Rives (12e).

Évolution du score : 
Arbitre : M. Jameau
Spectateurs : 11 566
Recette : 160 735 francs
Composition des équipes :
- Carcassonne: Raymond Toujas - Élie Bonal, André Ruiz (puis Jean Guilhem), Bernard Guilhem, Jean-Marie Bonal - Gérard Cavaillès, Claude Galy - Roger Coquand (puis Victor Buttignol), Yves Raynaud, Max Théron, Adolphe Alésina (c), Serge Gleyzes, Guy Cénet - Entraîneurs : Puig-Aubert et André Marty
- Saint-Gaudens: Alain Jougla - Serge Marsolan, Jean Arrateig, René Zaccariotto, Pierre Surre - Michel Molinier, Patrick Rives - Henri Marracq (c), Guy Lavigne, Noël Vergara, Roger Biffi, Daniel Fabaron (puis Victor Serrano), Michel Anglade - Entraîneur : Jep Lacoste

## Effectifs des équipes présentes
| Carcassonne      | Adolphe Alesina (c) Élie Bonal Jean-Marie Bonal Victor Buttignol Gérard Cavaillès (o) Guy Cénet Roger Coquand Claude Galy Serge Gleyzes Bernard Guilhem Jean Guilhem Germain Guiraud (m) Yves Raynaud André Ruiz Max Théron Raymond Toujas Entraîneurs : Puig-Aubert et André Marty | Saint-Gaudens      | Michel Anglade Jean Arrateig Roger Biffi Daniel Fabaron Ferran Fernandez Frêche Joucla Guy Lavigne Lino Lentini Henri Marracq (c) Serge Marsolan Michel Molinier Gilbert Pujol Jean-Claude Puysségur Patrick Rives Georges Sanchez Victor Serrano Pierre Surre Noël Vergara René Zaccariotto Entraîneur : Jep Lacoste                                                                                     |
| Saint-Estève     | René Banet Georges Bonnet Jean-Marie Bosc Jean-Marc Brial Laurent Brunet José Calle Daniel Camiade Henri Chamorin Alain Humbert Pierre Lacans Roger Laubiès Ologaray Puig Francis Ribère Jean-Claude Solé Georges Terrats René Terrats Entraîneur : Pierre Estirac                  | Villeneuve-sur-Lot | Jacky Aiguillon Christian Bossis Jean-Pierre Clar Jean-Claude Casaleggio Noël Corbella Gérard Crémoux Serge Cuyas Daniel Désiré Simon Gervaud Antoine Gonzales Raymond Grenier Jacques Gruppi Didier Hermet Bruno D'Hérin Christian Jammet Christian Lafargue Jean-Pierre Magagnin Michel Mazaré (o) Jean-Pierre Monetta (m) Claude Murari Daniel Pellerin Christian Sabatié Entraîneur : Michel Montclus |
| Lézignan         | Richard Alonso Floréal Bonet Jacques Casty (o) Jean-Claude Cros Guy Madaulé Hervé Mazard Benjamin Prades Joseph Quérol Jean-Louis Quintilla Gilbert Rouanet Jean-Louis Solier | Albi               | Bensoussan Bessières Cayrouse Roland Gorse Granier Gils Pierre Lacaze Lagarde Christian Laskawiec Jacques Peyras |
| Toulouse         | Georges Aillères René Arné Michel Baccichetti Orféo Balsarin Christian Duffaut Roger Garrigue Serge Kunakovitch Maurice de Matos Francis Pierre Guy Rodriguez Christian Saint-Sernin Charles Thénégal Charles Zalduendo                                                             | XIII Catalan       | Bruncq Jean Capdouze Michel Charcos André Clerc Clos Coma Jean-François Fresquet Claude Mantoulan Francis Mas Médus Michel Ollet Raymond Rebujent Pierre Saboureau Christian Saqué |
| Bordeaux-Facture | Jean-Marie Armand Ballereaux Bernard Curt Yves Darblade Roger Garnung Philippe Labache Jacques Sarramona Entraîneur : Roger Garnung | Villefranche       | Yves Bégou Erik Blanck Jean-Pierre Durand François Jacques Gayral Georges Kierasinski Serge Moly Jacques Raynal Rouvellat Francis Tranier |
| Avignon          | Eric Gase Jacques Garzino Jean-Marie Imbert Denis Kerbrat | Marseille          | Jacques Azibert Bettinelli Guy Bucchi Jean-Luc Coste Pierre Danet Robert Eramouspé André Ferren Roger Gardon Jean-René Ledru Pialat |
| Cavaillon        | Barrau Yves Chabert Marius Frattini Claude Gayraud Serge Pialat Spiteri Toussaint André Vadon | Montpellier        | Jean-Baptiste Djébli Bernard Fabre Émile Guiral Pierre Jeanjean Maurice Salles |
| Limoux           | Jean Colombiès Ferriol Irénée Gendre Joseph Guiraud Joffre Francis de Nadaï |                    | |

-